# 12 Heures de Sebring 2020
Navigation
Édition précédente Édition suivante
Les 12 Heures de Sebring 2020, qui se déroulent du 11 au 14 novembre 2020, sont la 68e édition de l'épreuve et la deuxième manche du championnat WeatherTech SportsCar Championship 2020.
La compétition initialement prévue du 14 au 15 mars 2020 est reportée en raison de la pandémie de Covid-19

## Circuit

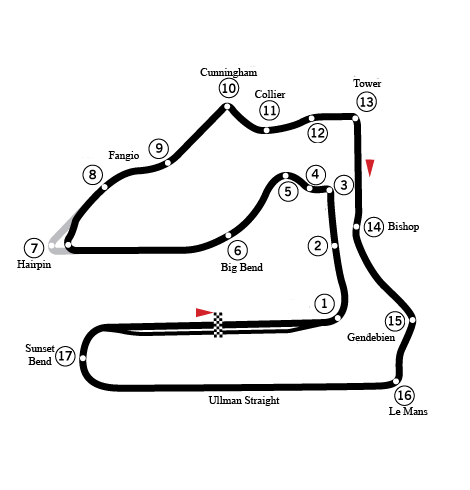
Le Sebring International Raceway, cadre des 12 Heures de Sebring 2019.

Les 12 Heures de Sebring 2020 se déroulent sur le Sebring International Raceway situé en Floride. Il est composé de deux longues lignes droites, séparées par des courbes rapides ainsi que quelques chicanes. Ce tracé a un grand passé historique car il est utilisé pour des courses automobiles depuis 1950. Ce circuit est célèbre car il a accueilli la Formule 1.

## Course

### Classements intermédiaires
| Pos. | Après la 1re heure | Après la 1re heure                                                      | Après 3 heures | Après 3 heures                                                                                        | Après 6 heures | Après 6 heures                                                                                        | Après 9 heures | Après 9 heures                                                                                        |
| Pos. | n°                 | Voiture / Pilotes                                                       | n°             | Voiture / Pilotes                                                                                     | n°             | Voiture / Pilotes                                                                                     | n°             | Voiture / Pilotes                                                                                     |
| ---- | ------------------ | ----------------------------------------------------------------------- | -------------- | --- | -------------- | --- | -------------- | --- |
| 1    | 31                 | Whelen Engineering Racing Cadillac DPi-V.R (DPi) Derani - Nasr - Chaves | 10             | Konica Minolta Cadillac DPi-V.R (DPi) van der Zande - Briscoe - Dixon                                 | 85             | JDC Miller Motorsports Cadillac DPi-V.R (DPi) Simpson - Leist (en) - Andrews                          | 6              | Acura Team Penske Acura ARX-05 (DPi) Cameron - Montoya - Pagenaud                                     |
| 2    | 55                 | Mazda Motorsports Mazda RT24-P (DPi) Bomarito - Tincknell - Hunter-Reay | 6              | Acura Team Penske Acura ARX-05 (DPi) Cameron - Montoya - Pagenaud                                     | 6              | Acura Team Penske Acura ARX-05 (DPi) Cameron - Montoya - Pagenaud                                     | 31             | Whelen Engineering Racing Cadillac DPi-V.R (DPi) Derani - Nasr - Chaves                               |
| 3    | 77                 | Mazda Motorsports Mazda RT24-P (DPi) Jarvis - Nunez - Pla               | 5              | Mustang Sampling Racing avec JDC Miller Motorsports Cadillac DPi-V.R (DPi) Vautier - Bourdais - Duval | 5              | Mustang Sampling Racing avec JDC Miller Motorsports Cadillac DPi-V.R (DPi) Vautier - Bourdais - Duval | 5              | Mustang Sampling Racing avec JDC Miller Motorsports Cadillac DPi-V.R (DPi) Vautier - Bourdais - Duval |
| 4    | 10                 | Konica Minolta Cadillac DPi-V.R (DPi) van der Zande - Briscoe - Dixon   | 85             | JDC Miller Motorsports Cadillac DPi-V.R (DPi) Simpson - Leist (en) - Andrews                          | 55             | Mazda Motorsports Mazda RT24-P (DPi) Bomarito - Tincknell - Hunter-Reay                               | 77             | Mazda Motorsports Mazda RT24-P (DPi) Jarvis - Nunez - Pla                                             |
| 5    | 6                  | Acura Team Penske Acura ARX-05 (DPi) Cameron - Montoya - Pagenaud       | 55             | Mazda Motorsports Mazda RT24-P (DPi) Bomarito - Tincknell - Hunter-Reay                               | 77             | Mazda Motorsports Mazda RT24-P (DPi) Jarvis - Nunez - Pla                                             | 55             | Mazda Motorsports Mazda RT24-P (DPi) Bomarito - Tincknell - Hunter-Reay                               |

### Classement de la course
Voici le classement provisoire au terme de la course.
- Les vainqueurs de chaque catégorie sont signalés par un fond jauni.
- Pour la colonne Pneus, il faut passer le curseur au-dessus du modèle pour connaître le manufacturier de pneumatiques.

| Pos | Classe | no  | Écurie                                                   | Pilotes                                               | Châssis                        | Pneus | Tours | Temps                |
| Pos | Classe | no  | Écurie                                                   | Pilotes                                               | Moteur                         | Pneus | Tours | Temps                |
| --- | ------ | --- | -------------------------------------------------------- | ----------------------------------------------------- | ------------------------------ | ----- | ----- | -------------------- |
| 1   | DPi    | 55  | Mazda Motorsports                                        | Jonathan Bomarito Harry Tincknell Ryan Hunter-Reay    | Mazda RT24-P                   | M     | 348   | 12 h 00 min 36 s 538 |
| 1   | DPi    | 55  | Mazda Motorsports                                        | Jonathan Bomarito Harry Tincknell Ryan Hunter-Reay    | Mazda MZ-2.0T 2,0 l I4 Turbo   | M     | 348   | 12 h 00 min 36 s 538 |
| 2   | DPi    | 6   | Acura Team Penske                                        | Dane Cameron Juan Pablo Montoya Simon Pagenaud        | Acura ARX-05                   | M     | 348   | + 10 s 154           |
| 2   | DPi    | 6   | Acura Team Penske                                        | Dane Cameron Juan Pablo Montoya Simon Pagenaud        | Acura AR35TT 3,5 l V6 Turbo    | M     | 348   | + 10 s 154           |
| 3   | DPi    | 77  | Mazda Motorsports                                        | Oliver Jarvis Tristan Nunez Olivier Pla               | Mazda RT24-P                   | M     | 348   | + 11 s 704           |
| 3   | DPi    | 77  | Mazda Motorsports                                        | Oliver Jarvis Tristan Nunez Olivier Pla               | Mazda MZ-2.0T 2,0 l I4 Turbo   | M     | 348   | + 11 s 704           |
| 4   | DPi    | 85  | JDC Miller Motorsports                                   | Stephen Simpson Matheus Leist (en) Scott Andrews      | Cadillac DPi-V.R               | M     | 347   | + 1 tour             |
| 4   | DPi    | 85  | JDC Miller Motorsports                                   | Stephen Simpson Matheus Leist (en) Scott Andrews      | Cadillac 5,5 l V8 Atmo         | M     | 347   | + 1 tour             |
| 5   | DPi    | 5   | Mustang Sampling Racing avec JDC Miller Motorsports      | Tristan Vautier Sébastien Bourdais Loïc Duval         | Cadillac DPi-V.R               | M     | 346   | + 2 tours            |
| 5   | DPi    | 5   | Mustang Sampling Racing avec JDC Miller Motorsports      | Tristan Vautier Sébastien Bourdais Loïc Duval         | Cadillac 5,5 l V8 Atmo         | M     | 346   | + 2 tours            |
| 6   | DPi    | 31  | Whelen Engineering Racing                                | Felipe Nasr Pipo Derani Gabby Chaves                  | Cadillac DPi-V.R               | M     | 346   | + 2 tours            |
| 6   | DPi    | 31  | Whelen Engineering Racing                                | Felipe Nasr Pipo Derani Gabby Chaves                  | Cadillac 5,5 l V8 Atmo         | M     | 346   | + 2 tours            |
| 7   | DPi    | 10  | Konica Minolta Cadillac DPi-V.R                          | Renger van der Zande Ryan Briscoe Scott Dixon         | Cadillac DPi-V.R               | M     | 341   | + 7 tours            |
| 7   | DPi    | 10  | Konica Minolta Cadillac DPi-V.R                          | Renger van der Zande Ryan Briscoe Scott Dixon         | Cadillac 5,5 l V8 Atmo         | M     | 341   | + 7 tours            |
| 8   | DPi    | 7   | Acura Team Penske                                        | Hélio Castroneves Ricky Taylor Alexander Rossi        | Acura ARX-05                   | M     | 341   | + 7 tours            |
| 8   | DPi    | 7   | Acura Team Penske                                        | Hélio Castroneves Ricky Taylor Alexander Rossi        | Acura AR35TT 3,5 l V6 Turbo    | M     | 341   | + 7 tours            |
| 9   | LMP2   | 52  | PR1/Mathiasen Motorsports                                | Patrick Kelly Simon Trummer Scott Huffaker            | Oreca 07                       | M     | 340   | + 8 tours            |
| 9   | LMP2   | 52  | PR1/Mathiasen Motorsports                                | Patrick Kelly Simon Trummer Scott Huffaker            | Gibson GK428 4,2 l V8 Atmo     | M     | 340   | + 8 tours            |
| 10  | LMP2   | 8   | Tower Motorsport par Starworks                           | John Farano Mikkel Jensen David Heinemeier Hansson    | Oreca 07                       | M     | 338   | + 10 tours           |
| 10  | LMP2   | 8   | Tower Motorsport par Starworks                           | John Farano Mikkel Jensen David Heinemeier Hansson    | Gibson GK428 4,2 l V8 Atmo     | M     | 338   | + 10 tours           |
| 11  | LMP2   | 38  | Performance Tech Motorsports                             | Don Yount Patrick Byrne Guy Cosmo                     | Oreca 07                       | M     | 332   | + 16 tours           |
| 11  | LMP2   | 38  | Performance Tech Motorsports                             | Don Yount Patrick Byrne Guy Cosmo                     | Gibson GK428 4,2 l V8 Atmo     | M     | 332   | + 16 tours           |
| 12  | GTLM   | 911 | Porsche GT Team                                          | Nick Tandy Frédéric Makowiecki Earl Bamber            | Porsche 911 RSR-19             | M     | 332   | + 16 tours           |
| 12  | GTLM   | 911 | Porsche GT Team                                          | Nick Tandy Frédéric Makowiecki Earl Bamber            | Porsche 4,2 L Flat-6 Atmo      | M     | 332   | + 16 tours           |
| 13  | GTLM   | 912 | Porsche GT Team                                          | Earl Bamber Laurens Vanthoor Neel Jani                | Porsche 911 RSR-19             | M     | 332   | + 16 tours           |
| 13  | GTLM   | 912 | Porsche GT Team                                          | Earl Bamber Laurens Vanthoor Neel Jani                | Porsche 4,2 L Flat-6 Atmo      | M     | 332   | + 16 tours           |
| 14  | GTLM   | 24  | BMW Team RLL                                             | Jesse Krohn John Edwards Augusto Farfus               | BMW M8 GTE                     | M     | 331   | + 17 tours           |
| 14  | GTLM   | 24  | BMW Team RLL                                             | Jesse Krohn John Edwards Augusto Farfus               | BMW S63 4,0 l V8 Bi-Turbo      | M     | 331   | + 17 tours           |
| 15  | GTLM   | 25  | BMW Team RLL                                             | Bruno Spengler Connor De Phillippi Colton Herta       | BMW M8 GTE                     | M     | 330   | + 18 tours           |
| 15  | GTLM   | 25  | BMW Team RLL                                             | Bruno Spengler Connor De Phillippi Colton Herta       | BMW S63 4,0 l V8 Bi-Turbo      | M     | 330   | + 18 tours           |
| 16  | GTLM   | 3   | Corvette Racing                                          | Antonio García Jordan Taylor Nicky Catsburg           | Chevrolet Corvette C8.R        | M     | 323   | + 25 tours           |
| 16  | GTLM   | 3   | Corvette Racing                                          | Antonio García Jordan Taylor Nicky Catsburg           | Chevrolet LT 5,5 l V8 Atmo     | M     | 323   | + 25 tours           |
| 17  | LMP2   | 51  | Inter Europol Competition                                | Jakub Śmiechowski Naveen Rao Matthew Bell             | Oreca 07                       | M     | 320   | + 28 tours           |
| 17  | LMP2   | 51  | Inter Europol Competition                                | Jakub Śmiechowski Naveen Rao Matthew Bell             | Gibson GK428 4,2 l V8 Atmo     | M     | 320   | + 28 tours           |
| 18  | GTD    | 16  | Wright Motorsports                                       | Ryan Hardwick Patrick Long Jan Heylen                 | Porsche 911 GT3R               | M     | 319   | + 29 tours           |
| 18  | GTD    | 16  | Wright Motorsports                                       | Ryan Hardwick Patrick Long Jan Heylen                 | Porsche 4,2 L Flat-6 Atmo      | M     | 319   | + 29 tours           |
| 19  | GTD    | 23  | The Heart of Racing                                      | Ian James Roman De Angelis Darren Turner              | Aston Martin Vantage AMR GT3   | M     | 319   | + 29 tours           |
| 19  | GTD    | 23  | The Heart of Racing                                      | Ian James Roman De Angelis Darren Turner              | Aston Martin 4,0 l V8 Bi-Turbo | M     | 319   | + 29 tours           |
| 20  | GTD    | 86  | Meyer Shank Racing avec Curb Agajanian Performance Group | Mario Farnbacher Matt McMurry Shinya Michimi          | Acura NSX GT3 Evo              | M     | 319   | + 29 tours           |
| 20  | GTD    | 86  | Meyer Shank Racing avec Curb Agajanian Performance Group | Mario Farnbacher Matt McMurry Shinya Michimi          | Acura 3,5 l V6 Turbo           | M     | 319   | + 29 tours           |
| 21  | GTD    | 63  | Scuderia Corsa                                           | Cooper MacNeil Alessandro Balzan Jeff Westphal        | Ferrari 488 GT3                | M     | 319   | + 29 tours           |
| 21  | GTD    | 63  | Scuderia Corsa                                           | Cooper MacNeil Alessandro Balzan Jeff Westphal        | Ferrari F154CB 3,9 l V8 Turbo  | M     | 319   | + 29 tours           |
| 22  | GTD    | 30  | Team Hardpoint                                           | Rob Ferriol Andrew Davis Pierre Kaffer                | Audi R8 LMS GT3                | M     | 319   | + 29 tours           |
| 22  | GTD    | 30  | Team Hardpoint                                           | Rob Ferriol Andrew Davis Pierre Kaffer                | Audi 5,2 l V10 Atmo            | M     | 319   | + 29 tours           |
| 23  | GTD    | 57  | Heinricher Racing avec Curb Agajanian Performance Group  | Joey Hand Misha Goikhberg Trent Hindman               | Acura NSX GT3 Evo              | M     | 319   | + 29 tours           |
| 23  | GTD    | 57  | Heinricher Racing avec Curb Agajanian Performance Group  | Joey Hand Misha Goikhberg Trent Hindman               | Acura 3,5 l V6 Turbo           | M     | 319   | + 29 tours           |
| 24  | GTD    | 44  | GRT Magnus                                               | John Potter Andy Lally Spencer Pumpelly               | Lamborghini Huracán GT3 Evo    | M     | 319   | + 29 tours           |
| 24  | GTD    | 44  | GRT Magnus                                               | John Potter Andy Lally Spencer Pumpelly               | Lamborghini 5,2 l V10 Atmo     | M     | 319   | + 29 tours           |
| 25  | GTD    | 74  | Riley Motorsports                                        | Gar Robinson Lawson Aschenbach Marc Miller (en)       | Mercedes-AMG GT3               | M     | 312   | Abandon              |
| 25  | GTD    | 74  | Riley Motorsports                                        | Gar Robinson Lawson Aschenbach Marc Miller (en)       | Mercedes-AMG M159 6,2 l V8     | M     | 312   | Abandon              |
| 26  | GTLM   | 4   | Corvette Racing                                          | Oliver Gavin Tommy Milner Marcel Fässler              | Chevrolet Corvette C8.R        | M     | 292   | + 56 tours           |
| 26  | GTLM   | 4   | Corvette Racing                                          | Oliver Gavin Tommy Milner Marcel Fässler              | Chevrolet LT 5,5 l V8 Atmo     | M     | 292   | + 56 tours           |
| 27  | GTD    | 12  | AIM Vasser-Sullivan                                      | Frankie Montecalvo Townsend Bell Michael De Quesada   | Lexus RC F GT3                 | M     | 266   | Abandon              |
| 27  | GTD    | 12  | AIM Vasser-Sullivan                                      | Frankie Montecalvo Townsend Bell Michael De Quesada   | Lexus 5,0 l V8                 | M     | 266   | Abandon              |
| 28  | GTD    | 11  | GRT Grasser Racing Team                                  | Richard Heistand Steijn Schothorst (en) Franck Perera | Lamborghini Huracán GT3 Evo    | M     | 263   | Abandon              |
| 28  | GTD    | 11  | GRT Grasser Racing Team                                  | Richard Heistand Steijn Schothorst (en) Franck Perera | Lamborghini 5,2 l V10 Atmo     | M     | 263   | Abandon              |
| 29  | GTD    | 96  | Turner Motorsport                                        | Robby Foley Dillon Machavern Nick Yelloly             | BMW M6 GT3                     | M     | 235   | Abandon              |
| 29  | GTD    | 96  | Turner Motorsport                                        | Robby Foley Dillon Machavern Nick Yelloly             | BMW P63 4,4 l V8 Turbo         | M     | 235   | Abandon              |
| 30  | GTD    | 14  | AIM Vasser-Sullivan                                      | Aaron Telitz Jack Hawksworth Kyle Kirkwood            | Lexus RC F GT3                 | M     | 70    | Abandon              |
| 30  | GTD    | 14  | AIM Vasser-Sullivan                                      | Aaron Telitz Jack Hawksworth Kyle Kirkwood            | Lexus 5,0 l V8                 | M     | 70    | Abandon              |
| 31  | GTD    | 48  | Paul Miller Racing                                       | Bryan Sellers Madison Snow Corey Lewis (en)           | Lamborghini Huracán GT3 Evo    | M     | 318   | + 30 tours           |
| 31  | GTD    | 48  | Paul Miller Racing                                       | Bryan Sellers Madison Snow Corey Lewis (en)           | Lamborghini 5,2 l V10 Atmo     | M     | 318   | + 30 tours           |

## Pole position et record du tour
- Pole position :  Ricky Taylor (#6 Acura Team Penske) en 1 min 44 s 874
- Meilleur tour en course :  Ricky Taylor (#6 Acura Team Penske) en 1 min 47 s 740

## Tours en tête
- no 7 Acura ARX-05 - Acura Team Penske : 19 tours (1-19)[6]
- no 31 Cadillac DPi-V.R - Whelen Engineering Racing : 38 tours (20-21 / 32-40 / 133-157 / 264 / 272)
- no 6 Acura ARX-05 - Acura Team Penske : 86 tours (22-31 / 41-71 / 119-127 / 242-263 / 265-271)
- no 77 Mazda RT24-P - Mazda Motorsports : 71 tours (72 / 96-97 / 130-132 / 168-174 / 181 / 201-202 / 221-224 / 241 / 273-283 / 287-307 / 309-329 / 331-334)
- no 10 Cadillac DPi-V.R - Konica Minolta Cadillac DPi-V.R : 44 tours (73-98 / 98-118)
- no 85 Cadillac DPi-V.R - JDC Miller Motorsports : 12 tours (128-129 / 158-167)
- no 5 Cadillac DPi-V.R - Mustang Sampling Racing avec JDC Miller Motorsports: 59 tours (175 - 180 / 182-200 / 203-220 / 225-240)
- no 55 Mazda RT24-P - Mazda Motorsports : 19 tours (284-286 / 308 / 330 / 335-348)

## À noter
- Longueur du circuit : 3,74 mi
- Distance parcourue par les vainqueurs : 1 301,52 mi